# Kaliber 9
Kaliber 9 (italienska: Milano calibro 9) är en italiensk poliziottescofilm från 1972 i regi av Fernando Di Leo.
Kaliber 9 är den första filmen baserad på Giorgio Scerbanencos novellsamling Milano calibro 9 och följs av Maffian ger order (1972) och Il boss (1973).

## Rollista i urval
- Gastone Moschin - Ugo Piazza
- Barbara Bouchet - Nelly Bordon
- Mario Adorf - Rocco Musco
- Frank Wolff - poliskommissarien
- Luigi Pistilli - biträdande kommissarie Mercuri
- Ivo Garrani - Don Vincenzo
- Philippe Leroy - Chino
- Lionel Stander - jänkaren